# Gorgo
Gorgo (gr. Γοργώ) – żona króla Sparty Leonidasa I, matka Plejstarchosa, córka Kleomenesa na przełomie VI i V wieku p.n.e. 
Gorgo jest jedynym znanym prawowitym dzieckiem Kleomenesa I, agidzkiego króla Sparty. Zostaje żoną Leonidasa I, którego zabito w bitwie pod Termopylami - i matką Pleistarchusa, dyarchy Sparty w latach 479-458.
Kiedy Arystagoras z Miletu próbował przekupić króla Sparty Kleomenesa, by ten wsparł powstanie przeciw Persom, obecna przy rozmowie była jego młoda córka Gorgo. Widząc, że Arystagoras oferuje coraz więcej pieniędzy, Gorgo ostrzegła ojca słowami: "Ojcze, ten cudzoziemiec ciebie przekupi, jeżeli stąd zaraz nie odejdziesz!" (Hdt. 5,51). Kleomenesa zadowoliła ta mądra rada dziecka, więc przeszedł do innego pokoju, a Arystagoras opuścił Spartę na dobre.
Do Sparty (Lacedemonu) dotarła tajemnicza tabliczka pokryta woskiem, której znaczenia nie potrafili odczytać mieszkańcy. Według relacji Herodota to Gorgo — córka Kleomenesa i żona Leonidasa — jako jedyna zdołała rozwiązać zagadkę. Po namyśle zasugerowała, by zdrapać wosk, pod którym ukryte były litery na drewnie. Spartanie posłuchali jej rady, odsłonili napisy i odczytali wiadomość. Następnie przekazali tę informację innym Hellanom, co miało strategiczne znaczenie (Hdt. 7,239,3-4).
Według anegdoty przekazanej przez greckiego biografa Plutarcha, Gorgo odpowiedziała na pytanie ateńskiej kobiety, dlaczego kobiety w Sparcie mają przewagę nad swoimi mężami, tłumacząc, że tylko one są w stanie urodzić prawdziwych mężczyzn (Plut. Lyk. 14,15).  